# كونتية البرتغال
كونتية البرتغال (البرتغالية: Condado Portucalense ،Condado de Portucale ،Condado de Portugal)؛ يشير إلى كونتيتين المتعاقبة بـ القرون الوسطى حول المنطقة المحيطة براغا وبورتو، اليوم المناطق الساحلية الواقعة شمال البرتغال، والتي من خلالها شكلت الهوية البرتغالية، ويقسمها المؤرخون إلى كونتيتين فوجدت الكونتية الأولى منذ القرن التاسع حتى منتصف القرن الحادي عشر، خلال نصف المرحلة كانت الكونتية تابعة لمملكة أستورياس وفي وقت لاحق أصبحت تابعة لممالك جليقية وليون، قبل أن يتم إلغاءها نتيجة للتمرد، ثم تم إعادة تأسيس كيان أكبر تحت نفس الاسم في أواخر القرن الحادي عشر واستمر حتى منتصف القرن الثاني عشر، عندما ارتقى بها الكونت إلى مملكة البرتغال المستقلة.

## الكونتية الأولى
تاريخ الكونتية البرتغال المؤرخة تقليدياً يبدأ منذ الاسترداد بورتس كال (بورتو) بواسطة فيمارا بيريزفي 868 والتي كانت المدعومة من قبل ألفونسو الثالث ملك أستورياس، وبعدها منح الملك ألفونسو المناطق المستعادة إليه وأصبح الكونت حول المنطقة الحدودية بين نهرين ليميا ودويرة، وبعد عقود تشكلت في جنوب دويرة، كونتية أخرى عُرفت بـ كونتية قلمرية تم احتلال الأراضي الاسلامية من قبل هرمنغيلدو غوتيريز، مع ذلك ما زال هذه المناطق الحدودية تتعرض لحملات متكررة من الخلافة الأموية بحيث تم تحريرها من قبل الحاجب المنصور في 987 وبهذا أصبحت الكونتية الجنوبية التابعة لخلافة الأموية، هذه المناطق لم يستطيعوا غزوها مرة أُخرى إلا في عهد فرناندو الأول ملك قشتالة وليون الذي احتل لميقة في 1057 وبازو في 1058 وأخيرا قلمرية في 1064.
وصل قادة الكونتية الأولى إلى أقسى ذروة قوتهم في أواخر القرن العاشر، عندما استخدم الكونت غونزالو مينيديس لقب (دوق البرتغال الأكبر) وابنه مينيدو استخدام (دوق الأعظم)، وأيضا في 966 شاركالكونت غونزالوفي اغتيال سانشو الأول من ليون لما دعاه إلى مأدبة فيها الطعام المسموم، وخلال أواخر عقد الستينيات اجتاح الفايكنغ الأراضي غونزالو، وفي 968 اختلف مع الملك راميرو الثالث بسبب رفض الأخير لمحاربة الغزاة، كان ابنه مينيدو له علاقات صداقة مع منافسه وخليفته برمودو الثاني، وكما أصبح معلم لابنه الملك المستقبلي ألفونسو الخامس، وأثناء خلافته أصبح مينيدو الوصي على الملك الصبي وزوجه منه إحدى بناته.
استمرت الكونتية بدرجات متفاوتة من الحكم الذاتي داخل مملكة ليون، وخلال فترات قصيرة من الانقسام، وأصبحت الولاية لـ مملكة جليقية حتى 1071، وعندما رغب الكونت نونو مينيديس بالحكم الذاتي لبرتغال، هزم وقتل في معركة بيدروسو من قبل الملك غارسيا الثاني من جليقية معلناً نفسه ملك جليقية والبرتغال، كانت هذه المرة الأولى التي يستخدم اللقب الملكي في إشارة إلى البرتغال ولو لفترة قصيرة، ومع ذلك تم إلغاء حكم الكونتية المستقل داخل تاج جليقية بعد احتلال المملكة من قبل الممالك قشتالة وليون اللتان كانتا تحت سيطرة أخوته الكبار سانشو الثاني وألفونسو من ليون.

## الكونتية الثانية

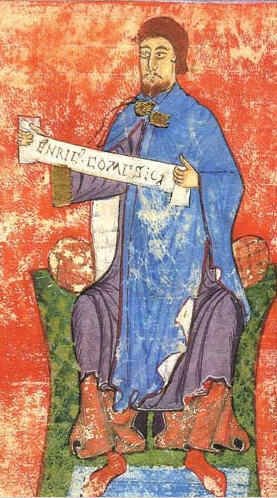
هنري من بورغندي أول كونتات المقاطعة الثانية.

في السابق بما يعرف مملكة جليقية أعطيت بما في ذلك البرتغال جنوباً حتى قلمرية، من قبل الملك ألفونسو السادس باعتبارها كونتية لصهره ريمون البرغوني، ومع ذلك أصبح قلق على نفوذ ريمون المتزايد، مما أدى الملك ألفونسو في 1096 لفصل البرتغال وقلمرية من جليقية ومنحها لصهره الآخر هنريك البرغوني الذي تزوج من ابنته غير الشرعية تيريزا. هنريك اختار براغا كمقر لهذه الكونتية والتي سوف تستمر حتى تحقق البرتغال استقلالها، ومعترفة بها من قبل مملكة ليون في 1143، شملت أراضيها الكثير من المناطق البرتغالية الحالية بين نهر مينيو ونهر تاجة.
الكونت هنريك واصل الاسترداد في غرب شبه جزيرة ايبيريا وتوسيع أملاك بلاده، وشارك أيضا في العديد من المؤامرات داخل بلاط جنباً إلى جنب مع قريبه ريمون ونسيبته أوراكا القشتالية (الملكة المستقبلية)؛ وكان يؤيد صعود ريمون إلى الحكم عند وفاة الملك ألفونسو في مقابل وعود بالحكم الذاتي أو استقلال البرتغال، وفي خلال 1111 قام المسلمين بغزو شنترين، وبعد وفاة الكونت هنريك في 1112، كان سكان كونتية البرتغال بما في ذلك الأسر القوية يفضلون الاستقلال على يد أرملته تيريزا التي أخذت الوصاية على ابنها الصغير، وتحالفت بنفسها مع نبلاء الجلالقة من أجل وقوف ضد شقيقتها الملكة أوراكا، وباختصار استخدمت لقب ملكة البرتغال وقد جاء تأييد من البابوية نفسها، إلا أنها هزمت من قبل أوراكا في 1121 وأُجبرت على قبول التبعية الإقطاعية، ابنها أفونسو هنريك أصبح ينظر إلى والدته بأنها عار عليه فلهذا استسلم مقاليد السلطة في 1128 بعد أن هزم قوات أمه في معركة ساو ماميد بالقرب من غيمارايش، بعد هذه المعركة بدأ يحمل الختم مع الصليب وكلمة «البرتغال»، استمر في كسب المعارك، بدعم من النبلاء البرتغال، وانتصر في نهاية المطاف في معركة أوريكي في 1139، مما أدى إلى إعلانه ملكاً على البرتغال. وجاء أخيراً عام 1143 اعتراف من ابن خالته ألفونسو السابع ملك قشتالة وليون بالاستقلال الفعلي للبرتغال من خلال معاهدة زامورا.